# بدخش مغ
بَدَخش (یونانی: Πατιζείθης) یک مُغ (روحانی زرتشتی) ایرانی بود که در نیمه دوم سده ششم پیش از میلاد می‌زیست. به گفته هرودوت، او در سال ۵۲۱ پیش از میلاد برادر خود بردیا (گئوماتا) را متقاعد کرد که علیه کمبوجیه دوم (حکومت: ۵۳۰ تا ۵۲۲ قبل از میلاد) که در آن زمان به عنوان شاهنشاه هخامنشی حکومت می‌کرد، شورش کند. هرودوت می‌گوید که پاتی‌زیتِس (بدخش) در نهایت توسط جانشین کمبوجیه، داریوش بزرگ (حکومت: ۵۲۲–۴۸۶ قبل از میلاد) کشته شد.
نام «پاتی‌زیتِس» شکلی است که توسط هرودوت ثبت شده است. دیونیس میلتی نام او را پانزوتِس ذکر کرده است که با پازاتِس ثبت شده توسط خانتوس یکسان است. مورخ رومی متأخر ژوستین نام او را اوروپاستِس ثبت کرده است.
به گفته ایران‌شناس معاصر یوزف ویزه‌هوفر، نام «پاتی‌زیتِس» باید به عنوان یک عنوان رسمی تفسیر شود، «اگرچه از نظر ریشه‌شناسی نامشخص است». ویزه‌هوفر اشاره می‌کند که این نام ممکن است به کلمه پیتیاخِس که در منابع یونانی متأخر ثبت شده است، مرتبط باشد، که در زبان فارسی میانه به عنوان بَتْهَشْی (بدخش)، به معنی «فرماندار» شناخته می‌شود.